# Pionki
Pionki este un oraș în Polonia.

## Orașe înfrățite
- Breaza (România)